# Лаптєво (Пестовський район)
Лаптєво (рос. Лаптево) — присілок в Пестовському районі Новгородської області Російської Федерації.
Населення становить 159 осіб. Входить до складу муніципального утворення Лаптєвське сільське поселення.

## Історія
Від 2004 року входить до складу муніципального утворення Лаптєвське сільське поселення

## Населення
| 2010 |
| ---- |
| 159  |